# Память о Льве Толстом
Именем русского писателя Льва Николаевича Толстого в России названы многие школы, клубы, библиотеки и другие культурные учреждения. В России действуют несколько музеев, посвящённых жизни и творчеству писателя. Во многих городах России и стран постсоветского пространства площади и улицы носят имя Льва Толстого. В разных городах России и мира установлены памятники писателю.

## Топоним
- Посёлок Льва Толстого — четыре посёлка в центральной России.
- Лев Толстой — посёлок, Железногорский район, Курская область.
- Село имени Льва Толстого — село в Дзержинском районе Калужской области.
- Толстой-Юрт (бывший Старый Юрт) — село в Чечне
- Лев Толстой — посёлок при станции Лев Толстой (бывшая станция Астапово) в Липецкой области, центр Лев-Толстовского района.
- Посёлок совхоза имени Льва Толстого — посёлок в Лев-Толстовском районе.
- Улица Льва Толстого
- Площадь Льва Толстого

## Музеи
- Усадьба «Ясная Поляна» — музей, посвящённый его жизни и творчеству. С 1995 года музей возглавляет праправнук Л. Н. Толстого — Владимир Ильич Толстой[2].

Его филиалы:
- - Музей-усадьба Л. Н. Толстого в селе Никольское-Вяземское.
  - Козлова Засека — Музей и экспозиция «Железная дорога Льва Толстого» на одноимённой ж/д станции (МЖД), находящейся на территории Центрального р-на Тулы (мкр. Скуратово), в 4 км от Ясной Поляны.
- Музей Льва Толстого в Москве состоит из трёх зданий:
  - Основная экспозиция в бывшем доме Лопухиных-Станицкой (Пречистенка 11).
  - Музей-усадьба Льва Толстого в Хамовниках (улица Льва Толстого, 21).
  - Выставочный зал на Пятницкой улице.
- Филиалы ГМТ за пределами Москвы:
  - Мемориальный музей памяти Л.Н. Толстого «Астапово» — Липецкая область, железнодорожная станция Лев Толстой (бывшая Астапово).
  - Культурный центр имени Л. Н. Толстого — Ставропольский край, город Железноводск.
- В 1978 году в станице Старогладовской (Чечня), где с 1851 по 1854 годы жил писатель, открыт литературно-этнографический музей Л. Н. Толстого[3]. В 2009 году построено новое здание музея.

## Памятники

### Россия
В России памятники Льву Николаевичу Толстому установлены в ряде городов:
- В Москве — несколько памятников:
  - на Девичьем поле.
  - на Пречистенке.
  - на Поварской перед так называемым Доме Ростовых. Также на этом доме установлена мемориальная доска.
  - на территории МГИМО (2019)[4].
- В Туле (как уроженцу Тульской губернии).
- В Пятигорске (бюст).
- В Оренбурге[5].
- В Подольске.
- В Гаспре (отдельно стоящий барельеф и мемориальная доска).
- В станице Старогладовской (памятник и бюст).
- В Железноводске.
- В Пушкино.
- В Казани, на одноимённой улице (бюст).
- В Новокузнецке (2010 год).
- В Химках (поясной бюст)
- В Махачкале (2012, скульптор — Ш. Карагаджиев).
- Памятник Льву Толстому и Хаджи-Мурату в Хунзахе (2012 год).
- Мемориальные доски в Санкт-Петербурге, на доме, где жил Л. Толстой (Набережная Фонтанки, 38) и на станции Крёкшино Московской железной дороги (2010 год)
- В селе Гавриловка Алексеевского района Самарской области установлена четырёхметровая стела с барельефным портретом Льва Толстого и надписью «На этом месте была усадьба Л. Н. Толстого, в которой он жил в 1878—1883 гг.».[6]

и др.
В Чеченской Республике два памятника (большой памятник и бюст) установлены в станице Старогладовской Шелковского района. Там же располагается Литературно-этнографический музей Л. Н. Толстого. Кроме того, изображение Льва Толстого имеется в мемориальной галерее писателей, расположенной на здании Театрально-концертного зала в Грозном. Также до боевых действий 1995 года в Грозном был установлен памятник писателю в сквере имени Льва Толстого на площади Борьбы (утрачен, во время войны площадь и сквер очень сильно пострадали). В Грозненском районе не далеко от бывшего Горячеводского редута стоит Скала-останец с текстом.

#### Галерея
- Мемориальная доска. Москва, Б. Никитская, 53[К 1]
- Памятник Толстому в Дворце Паниной, Крым
- Памятная доска Льву Толстому во дворце Паниной
- Пятигорск. Открыт в 2005 году. Скульптор С. Авакова[8]
- Памятник Льву Толстому в станице Старогладовской, Чечня
- Бюст Льва Толстого в станице Старогладовской, Чечня

### Республика Беларусь
В Беларуси памятник Толстому установлен в Полоцке, возле городской детской библиотеки им. Толстого (бывший домик Петра I)).

### Франция
Впервые замысел сооружения памятника Льву Толстому появился во французском литературном сообществе ещё при жизни писателя. Литераторами был заказан памятник для Парижа известному скульптору Паоло (Павлу Петровичу) Трубецкому. Князь Паоло Трубецкой начал свою работу над памятником в 1904 году, уже имея к этому времени международную известность и получив высшую награду на Всемирной парижской выставке в 1900 году. За основу памятника для Парижа была взята композиция, вылепленная им в 1900 году в Ясной Поляне. На ней Толстой изображён сидящим верхом на лошади. Памятник так и не был установлен по причине споров и несогласия заказчиков, которые считали, что в памятниках изображаются на лошадях только короли, полководцы, генералы, но никак не писатели.
Бюст русского писателя был установлен в Париже, выполненный его современником Н. Л. Аронсоном, который ещё в 1901 году рисовал и лепил портреты Толстого в Ясной Поляне.

### Канада
В Канаде памятник установлен работы скульптора Ю. Л. Чернова.

### США
Памятник на территории Американского университета (Вашингтон), открыт 15 ноября 2012. Скульптор Григорий Потоцкий.

### Южная Корея
22 ноября 2021 года открыт памятник Толстому в литературном парке Еджан на склоне горы Намсан в Сеуле. Скульптор Екатерина Пильникова.

### Украина
- В 1966 году установлен памятник-бюст городе Кривой Рог (стоял до 2024 года[14])
- В 1968 году открыт памятник в Одессе[15]
- В Мариуполе на Алее классиков (в Городском саду) стоит бюст Л.Н.Толстому[16].

### Венгрия
В 2017 году был установлен памятник на площади Lev Tolsztoj szobor в Будапеште. 

## Золотая медаль имени Льва Толстого
- Присуждается Международной ассоциацией детских фондов за выдающий вклад в дело защиты детства. Учредила медаль в 1987 году Ассоциация деятелей литературы и искусства для детей и юношества Союза советских обществ дружбы. После создания Советского детского фонда имени В.И. Ленина Ассоциация прекратила своё существование, а толстовскую медаль стал присуждать Фонд. После преобразования Советского детского фонда её присуждает Международная ассоциация детских фондов. Награду присуждает её Президиум.[18]

Среди награждённых  
детские писатели, сценаристы, художники, театралы, музейщики
- Астрид Линдгрен,
- Сергей Владимирович Михалков,
- Агния Львовна Барто,
- Ролан Антонович Быков,
- Борис Михайлович Неменский
- Наталья Ильинична Сац,
- Ирина Александровна Антонова,
- Юрий Владимирович Никулин,
- Наталья Юрьевна Дурова,

известные детские врачи
- Лео Антонович Бокерия,
- Валентин Иванович Дикуль,
- Леонид Михайлович Рошаль,
- Вячеслав Александрович Таболин,
- Митрофан Яковлевич Студеникин,

учреждения для детей (детские дома, библиотеки, учреждения культуры) и их основатели и (или) руководители
- Всемирная Скаутская организация,
- Александр Александрович Католиков,
- Азиз Несин,

учреждения-благотворители
- Аэрофлот,

политики и руководители, отличившиеся в благотворительности
- Николай Иванович Рыжков,
- Михаил Ефимович Николаев,
- Сергей Кужугетович Шойгу

благотворительные фонды
- Польский детский фонд
- Христианский детский фонд (США)

сотрудники и, чаще, руководители российских, национальных и международных благотворительных учреждений
- Галимзянов, Асгат Галимзянович
- Альберт Анатольевич Лиханов,
- Сэр Фазле Хасан Абед,
- Владимир Степанович Липский

## Объекты, названные в честь Льва Толстого
- В 1914 году в станице Старогладовской (в настоящее время входит в состав Чеченской Республики) впервые в России именем Льва Толстого названа школа[19].
- Липецкий государственный академический театр драмы имени Л. Н. Толстого[20].
- Тульский государственный педагогический институт им. Л. Н. Толстого.
- Фирменный поезд «Лев Толстой» ОАО «РЖД», следующий по маршруту Москва — Хельсинки.[21].
- Астероид (2810) Лев Толстой[22].
- Кратер Толстой на Меркурии[23].
- Теплоход Лев Толстой.
- ОАО «Издательско-полиграфическое объединение „Лев Толстой“» (Тула)[24].
- В СССР имя было присвоено Чечено-Ингушскому государственном университету.

## Монеты
В 1988 году, к 160-летию писателя, в СССР была выпущена тиражом в 4 миллиона экземпляров юбилейная монета номиналом в 1 рубль. А в 1991 году в СССР была выпущена монета из серии «500-летие единого русского государства» из золота 900 пробы номиналом 100 рублей с изображением Льва Толстого.

## Филателия
Помимо марок СССР, посвящённых Л. Н. Толстому, изображения которых приведены здесь, в честь него были выпущены почтовые марки Чехословакии  (Yt #744,745), Румынии  (Yt #1681), Болгарии  (Yt #2363), почтовая марка Венгрии 1948 года  (Yt #88), Франции 1978 года  (Yt #1989), Индии  (Yt #568), кроме того, его скульптура представлена на марке СССР 1964 года, посвящённой её автору — А. С. Голубкиной  (ЦФА [АО «Марка»] № 2989). В XXI веке, кроме изображённой здесь марки Молдовы была выпущена серия почтовых марок  (Yt #3584-3589) и почтовый блок  (Yt #562) Сан-Томе и Принсипи, посвящённые Льву Толстому и его произведениям, почтовая марка Ватикана  (Yt #1539) и ещё несколько выпусков.
Художественные маркированные конверты, посвящённые писателю, издавались в СССР в 1959 и 1960 гг. (на последнем был изображён памятник Толстому в Москве), а также в 1978 году (художник — П. Э. Бендель) и в 1988 году. В 1978 году два конверта с изображением Льва Толстого было выпущено в Болгарии. В России конверты в честь него выпускались в 2003 году и в 2008 году. В СССР и России также было выпущено немало конвертов, так или иначе связанных со Львом Толстым — с его произведениями, музеем.
- Почтовая марка СССР, 
 номинал 3 коп., 1935 год
- Почтовая марка СССР, 
 номинал 10 коп., 1935 год
- Почтовая марка СССР, 
 номинал 20 коп., 1935 год
- Почтовая марка СССР, 
 номинал 1 руб., 1953 год
- Почтовая марка СССР, 
 1956 год
- Почтовая марка СССР, 
 номинал 20 коп., 1960 год
- Почтовая марка СССР, 
 номинал 40 коп., 1960 год
- Почтовая марка СССР, 
 номинал 60 коп., 1960 год
- Почтовая марка СССР, 
 1978 год
- Почтовая марка Молдовы, 
 2008 год
- Почтовая марка России, 2024 год

## Галерея портретов
- И. Е. Репин. Портрет Льва Николаевича Толстого (1887).
- В. Н. Мешков. Л. Н. Толстой в яснополянской библиотеке (1910).
- И. Е. Репин. Пахарь. Лев Николаевич Толстой на пашне (1887).
- М. В. Нестеров. Л. Н. Толстой на берегу пруда в Ясной Поляне (1907).
- Н. Н. Ге. Портрет Л. Н. Толстого (1884).
- И. Е. Репин. Лев Николаевич Толстой на отдыхе в лесу (1891).
- И. Е. Репин. Лев Николаевич Толстой босой (1901). Фрагмент.
- И. Н. Крамской. Портрет Л. Н. Толстого (1873).

## Кинофильмы о Льве Толстом
(Подробнее см. Толстой, Лев Николаевич)
- ЦСДФ (РЦСДФ) (1953). «Лев Толстой». Документальный фильм.  47 мин. Архивировано 17 июня 2012. {{cite episode}}: |series= пропущен или пуст (справка)
- «Уход великого старца» (1912, Россия). Режиссёр — Яков Протазанов.
- «Лев Толстой» (1984, СССР — Чехословакия). Режиссёр и исполнитель главной роли — Сергей Герасимов. Фильм о последних днях жизни и смерти писателя.
- «Последнее воскресение» (2009, Россия, Германия, Великобритания). В роли Л. Толстого — Кристофер Пламмер, в роли Софьи Толстой — Хелен Миррен. Фильм о последних днях жизни и смерти писателя.
- «Исторические хроники 1910. Лев Толстой» (из серии «Исторические хроники» с Николаем Сванидзе)[32]

## Спектакли о Льве Толстом
- «Возвращение на круги своя»: спектакль в Малом театре (г. Москва) по пьесе И. П. Друцэ о последних днях жизни писателя. Режиссёр — Борис Равенских. В главной роли — Игорь Ильинский. Премьера 1978 года.
- «Возвращение на круги своя»: спектакль в театре им. Б. Е. Захавы (г. Павлоград, Украина). Режиссёр — Анатолий Рева. В главной роли — Александр Гуржий. Премьера 2020 года.

### Комментарии
1. ↑  Находится во дворе бывшей усадьбы, которую Лев Толстой отобразил в своём романе «Война и Мир». Сейчас здесь Центральный Дом писателей России